# La romeria de sant Isidre
La romeria de sant Isidre és una de les Pintures negres que van formar part de la decoració dels murs de la casa -nomenada la Quinta del Sordo - que Francisco de Goya va adquirir el 1819. Aquesta obra ocupava probablement la paret dreta de la planta baixa tal com s'entrava.

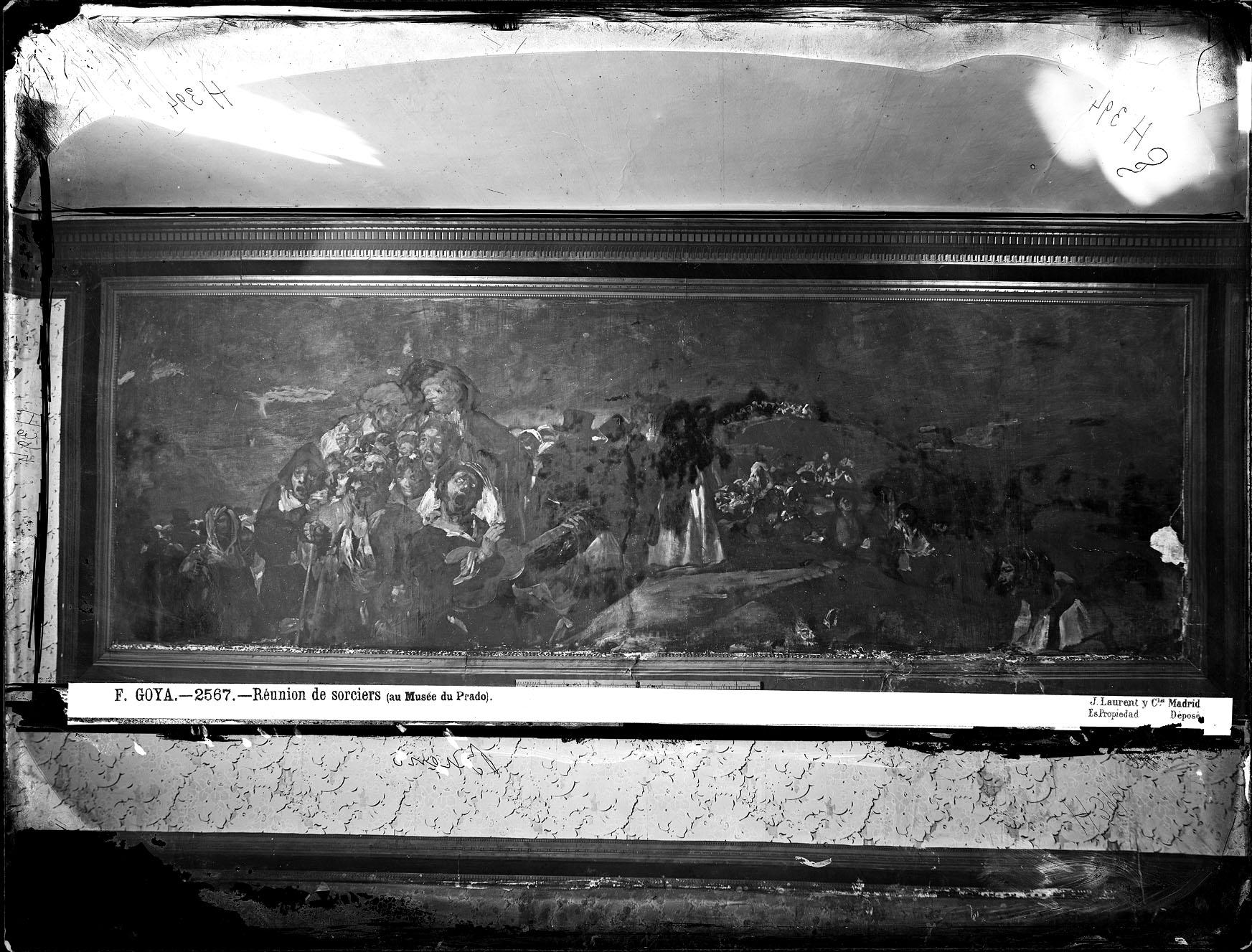
Pintura mural La romeria de sant Isidre en la Quinta de Goya, l'any 1874 Fotografía de J. Laurent, conservada al archiu Ruiz Vernacci. A l'esquerra de la pintura, a dalt, veiem una cantonada del saló, i no una finestra. Cal ampliar la imatge. El rètol indicant Museu del Prado va ser afegit en el negatiu cap a l'any 1890, pels successors de Laurent.

El quadre, juntament amb la resta de les Pintures negres, va ser traslladat a llenç, a partir de 1874, per Salvador Martínez Cubells, per encàrrec del baró Émile d'Erlanger, un banquer francès, d'origen alemany, que tenia la intenció de vendre'ls en l'Exposició Universal de París de 1878. Tanmateix, les obres no van atreure compradors i ell mateix les va donar, el 1881, al Museu del Prado, on actualment s'exposen.
Abans del trasllat a llenç, J. Laurent va fotografiar al 1874 aquesta pintura mural en la Quinta de Goya, en una paret del saló de la planta baixa. El negatiu de vidre original, del format 27 × 36 centímetres, es conserva a l'Arxiu fotogràfic Ruiz Vernacci, a Madrid. Aleshores la pintura estava completament envoltada de papers pintats, probablement fabricats a mitjan segle xix, després de la mort de Goya.

## Anàlisi
Aquesta obra mostra una visió de la romeria cap a l'ermita de sant Isidre de Madrid completament oposada a la que va plasmar més de vint anys abans el mateix Goya en El prat de San Isidro. Si aleshores es tractava de reflectir els costums d'un dia festiu dels habitants de Madrid i proporcionar una vista força fidel de la ciutat, ara l'escena reflecteix un grup de personatges en la nit, pel que sembla embriacs i cantant amb rostre desencaixat.
També en aquesta obra apareixen personatges de diversos àmbits socials. En primer terme apareix un grup d'extracció social humil; més al fons, tanmateix, es veuen barrets de copa alta i lligadures de monja.
El tema de la processó s'usava per destacar aspectes teatrals o satírics; en aquest sentit el quadre té paral·lelismes amb L'enterrament de la sardina, pintat entre 1812 i 1819, una mica abans d'executar als murs de la seva quinta les seves pintures més negres.
És recurrent en Goya presentar una multitud en la llunyania, que es va perdent a poc a poc en la distància. Ja estava present en l'esmentat El prat de San Isidro i més tard ho va portar a terme habitualment en la sèrie de estampas de Els desastres de la guerra. En darrer lloc d'aquest quadre la silueta de les elevacions rocoses i la de la multitud que desfila acaben coincidint; així, l'espai obert destaca tota la resta de la massa sòlida i compacta, deshumanitzant als individus en un grup informe; amb una excepció: a la dreta, un personatge del qual només veiem el bust sembla gemegar o potser cantar. Es confirma, doncs, l'enigmàtic de tota la sèrie d'aquestes pintures, preludi de l'absència de mimesi de l'art contemporani.
Com en totes les Pintures negres, la gamma cromàtica es redueix a ocres, terres, grisos i negres. El quadre és un exponent de les característiques que el segle XX ha considerat com a precursores del expressionisme pictòric.